# 紀州備長炭
紀州備長炭（きしゅうびんちょうたん）は、備長炭（白炭）の一種である。
ウバメガシや樫が原料として、広く使われる。

## 概要
江戸時代の元禄年間に、紀伊国田辺（現・和歌山県田辺市）の備中屋長左衛門が作り始めたのが由来となっている。
材料に樫を使い、高温で蒸し焼きにし、窯の外で素灰と呼ばれる灰を掛けて消火するため、きめが細かい良質な炭となる。
一般に火力が強いと言われているが、本来は黒炭よりも低温で長時間燃焼している。煙が出ず雑味が付かないため、炭火焼を売り物にする料理屋（鰻屋、焼き鳥屋）などで重宝される。
本来、樫による白炭のみが備長炭と呼べるものであるが、製法等が広く伝わったことから、白炭全体に用いられるようになった。
和歌山県は、紀州備長炭製炭技術を1974年（昭和49年）4月9日に和歌山県無形民俗文化財に指定すること等を行っていたが、備長炭の定義が広がってしまい、また偽物の流通も多くなったため、和歌山県産の備長炭を特に紀州備長炭と呼んで差別化をはかり、備長炭の品質・伝統を維持している。
その様な中、2006年10月27日に地域団体商標制度の認定第一弾として、地域ブランドとして認定されるに至った。2008年の和歌山県における生産量は約1,700t。
生産量日本一は和歌山県の旧南部川村だったが、平成の大合併後にみなべ町となった。

## その他
通常、木炭は危険物として航空機への持ち込みは禁止されているが、和歌山県木炭協会が発行する「紀州備長炭証」の貼られた製品は特例が適用され、日本航空では国内線での航空輸送が可能である（他の航空事業者については不明）。